# Canetolo
Canetolo è una frazione del comune italiano di Corniglio, in provincia di Parma.
La località dista circa 3 km dal capoluogo comunale.

## Geografia fisica
Canetolo sorge sulla destra orografica del torrente Parma, a un'altezza di 750 m s.l.m..

## Storia
Le più antiche testimonianze dell'esistenza del borgo di Canetolo risalgono al 1520, quando fu menzionata per la prima volta l'Ecclesia S. Leonardi, dipendente dalla pieve di Corniglio. Tuttavia, l'origine del centro abitato è probabilmente più antica, in quanto il borgo si sviluppa linearmente lungo una stretta strada centrale, secondo un impianto tipicamente medievale, caratterizzato dalla presenza di filari di edifici, addossati tra loro e talvolta uniti da arcate in sasso, che danno accesso a piccole corti interne.
Nel XIII secolo la zona dipendeva dal vicino castello di Agrimonte, che nel 1218 fu venduto da Armanno di Uberto da Cornazzano al vescovo di Parma Obizzo Fieschi; da allora il territorio di Canetolo fu legato a Corniglio.

## Monumenti e luoghi d'interesse

### Chiesa dei Santi Rocco e Leonardo

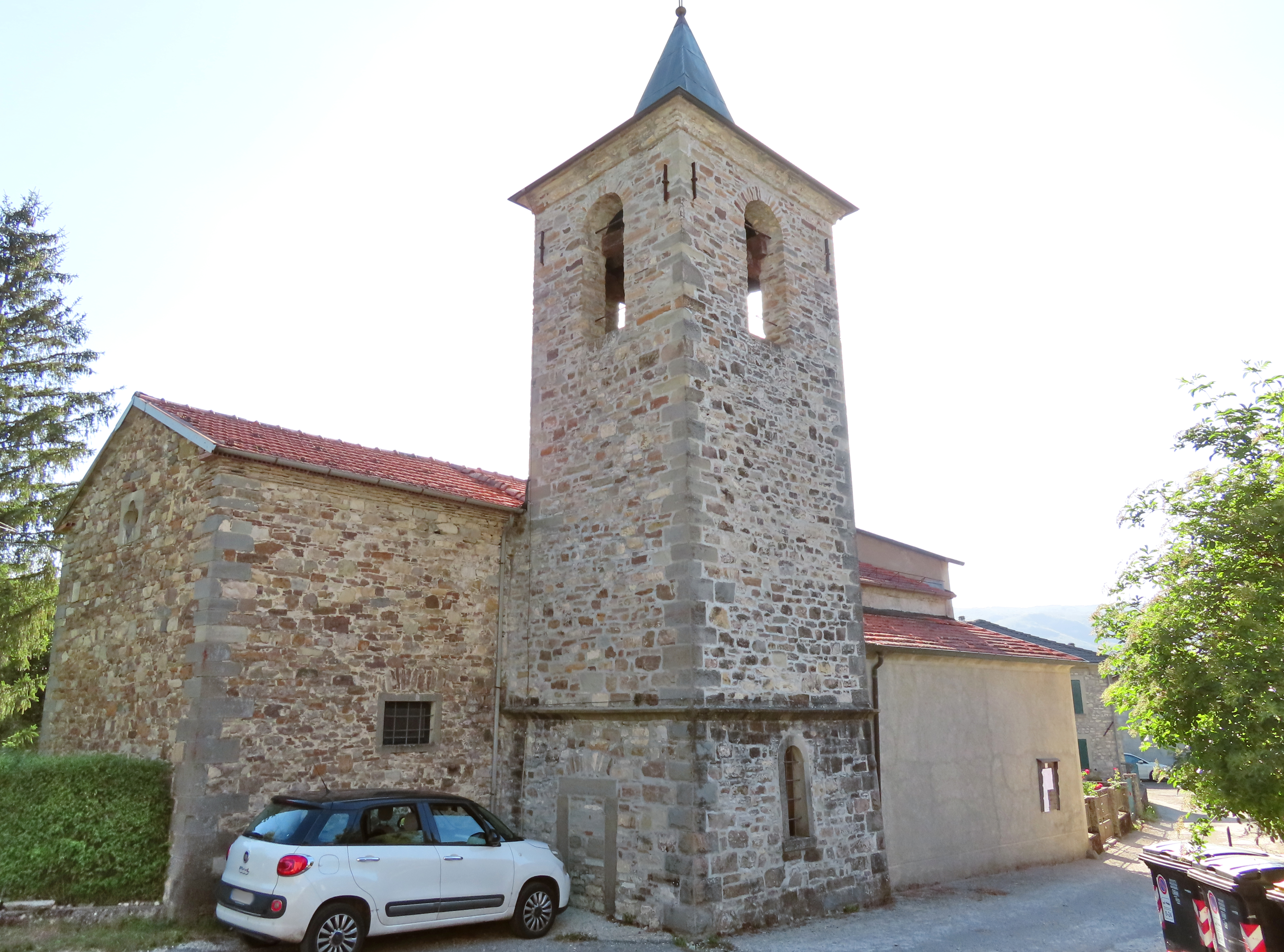
Chiesa dei Santi Rocco e Leonardo

Menzionata per la prima volta nel 1520, all'inizio del XVIII secolo la cappella originaria fu abbandonata e sostituita da una nuova edificata tra il 1703 e il 1713; restaurata nel 1955, la chiesa fu ristrutturata ancora nel 1965. L'edificio, caratterizzato dalla facciata a salienti con tre portali d'ingresso incorniciati in pietra, internamente è arricchito da due cappelle per lato e accoglie alcune opere di pregio, tra cui due dipinti sei-settecenteschi.